# 최석민
최석민(崔錫敏, 1858년 8월 6일 ~ 1915년 양력 12월 20일)은 조선 말기의 관료이며 본관은 경주이며 일제강점기에 조선귀족 작위를 받았다.

## 생애
한성부의 출신이며 본적은 경성부 북부(北部) 이동(泥洞)이다. 의정부와 내각의 관리로 일하다가 지방의 군수로 오랫동안 근무했다. 최석민은 관제 정비와 지방 제도, 세금 분야 등의 실무 전문가로 점차 고위직에 올랐다.
1906년 내부협판(內部協辦) 및 지방세조사위원에 임명되었고, 이듬해 경기도 관찰사를 거쳐 왕가의 국유 재산을 조사하는 일을 맡았다.
1910년 한일 병합 조약 체결 후 10월 16일 일본 정부로부터 남작 작위와 포상금 형식의 은사공채(恩賜公債) 2만 5천원을 받았다. 조선귀족 중 남작 작위는 본래 전직 관료에게 주어졌으나, 그는 칙임관 1등 이상의 현직에 재직 중인 것을 기준으로 이 작위를 수작했다. 최석민의 작위는 양자 최정원이 습작했다. 1911년 8월 29일에는 한일 병합 조약 체결 1주년을 기념하는 축사를 《매일신보》에 게재하기도 했다.
2002년 발표된 친일파 708인 명단, 2008년 민족문제연구소에서 친일인명사전에 수록하기 위해 정리한 친일인명사전 수록예정자 명단에 모두 선정되었다. 2006년 친일반민족행위진상규명위원회가 발표한 친일반민족행위 106인 명단에도 포함되었다.

## 참고자료
- 친일반민족행위진상규명위원회 (2006년 12월). 〈최석민〉 (PDF). 《2006년도 조사보고서 II - 친일반민족행위결정이유서》. 서울. 314~320쪽쪽. 발간등록번호 11-1560010-0000002-10. 2007년 10월 8일에 원본 문서 (PDF)에서 보존된 문서. 2007년 6월 21일에 확인함.
- 최석민(崔錫敏) - 한국학중앙연구원